# Смит, Марк (футболист, 1985)
Марк Смит (англ. Mark Smyth; род. 9 января 1985, Ливерпуль) — английский футболист, который может выступать на позициях вингера, полузащитника и форварда.

## Биография
Марк Смит является воспитанником «Ливерпуля». Жерар Улье собирался выставить его на свободный трансфер, однако Марк остался в клубе и после того, как вместо Улье главным тренером команды стал Рафаэль Бенитес. 1 декабря 2004 года он дебютировал в первом составе, выйдя на 69-й минуте на замену Антонио Нуньесу в матче Кубка Лиги против «Тоттенхэма» на Уайт Харт Лейн (в том же матче дебютировал и Дэвид Рэйвен). Основное время матча закончилось вничью, в овертайме команды отличились по одному разу, а по пенальти сильнее оказался «Ливерпуль» (4:3). Ещё один шанс сыграть за первую команду мог представиться Смиту в матче против «Бернли» в Кубке Англии, однако эта замена так и не была использована, а «красные» ту встречу проиграли со счётом 0:1, благодаря голу, забитому Джими Траоре в свои ворота.
Летом 2005 года Марк в качестве свободного агента перешёл в «Аккрингтон Стэнли», но надолго там не задержался. Он успел поиграть ещё за «Воксхолл Моторс», а затем был подписан представителем валлийской Премьер-Лиги «Бангор Сити», за который провёл в первый же сезон около 12 матчей в лиге, а также принял участие в предсезонных встречах летом 2007 года. В 2008 году «Бангор Сити» расторг контракт со Смитом, а в мае 2008 года появились сообщения о том, что он приглашён на просмотр в «Честер Сити».